# Perizoma maerens
Perizoma maerens är en fjärilsart som beskrevs av Otto Staudinger 1892. Perizoma maerens ingår i släktet Perizoma och familjen mätare. Inga underarter finns listade i Catalogue of Life.